# Diez peniques
Diez peniques o 10p se refiere a una de las monedas utilizadas en Reino Unido, así como en sus Dependencias Reales y en los territorios británicos de ultramar. Equivale a 0,10 £. Tiene un diámetro de 24,5 mm, un grosor de 1,85 mm y un peso de 6,50 g. Su borde es acanalado. La composición actual de la moneda es de acero niquelado, hasta enero de 2012 era de cuproníquel (75 % de cobre, 25 % de níquel).

## Historia
Con la introducción del nuevo sistema monetario decimal en 1971, la moneda predecimal de dos chelines fue redenominada como una moneda de diez peniques (10p). La moneda de dos chelines continuó circulando junto a la moneda de diez peniques (10p) hasta 1993.
Después de una revisión de la moneda del Reino Unido en 1987, el Gobierno anunció su intención de emitir una moneda más pequeña de diez peniques (10p). 
La moneda de diez peniques (10p) es moneda de curso legal para cantidades de hasta 5 £.